# Universidade do Djibuti
A Universidade do Djibuti (em língua francesa: Université de Djibouti) é uma universidade pública do Djibuti, sendo a única do país. Está localizada na cidade de Djibuti.

## Histórico
A publicação do relatório do estado geral da educação nacional (1999) levou à criação do primeiro estabelecimento de ensino superior no Djibuti, o Polo Universitário do Djibuti (Pôle Universitaire de Djibuti), instituição que funcionou entre 2000 e 2005. A iniciativa foi apoiada pela Agência Francesa de Desenvolvimento.
A experiência serviu para o estabelecimento gradual do ensino universitário, culminando com a mudança de nome de Polo Universitário do Djibuti para Universidade do Djibuti, em vigor desde 7 de janeiro de 2006.